# Синеландия / Сентру (станция метро)
«Синеландия» (порт. Cinelândia) — пересадочная станция линий 1 и 2 метрополитена Рио-де-Жанейро. Станция располагается в районе Сентру города Рио-де-Жанейро. Открыта 15 марта 1979 года.
Станция обслуживает до 50 000 пассажиров в день.
Станция имеет четыре входа со стороны улиц: Rua do Passeio, Rua Santa Luzia, Rua Pedro Lessa и Avenida Rio Branco.
Станция метро расположена на месте бывшего Дворца Монро, который служил домом для Конгресса Бразилии с 1914 по 1920 год, а затем - для Сената Бразилии с 1925 по 1960 год. Этот дворец был снесен в 1976 году по приказу президента Бразилии Эрнесто Гейзеля якобы для строительства станции метро.

## Окрестности
- Дворец Педру Эрнесту
- Городской театр Рио-де-Жанейро
- Национальная библиотека Бразилии
- Кинотеатр Cine Odeon
- Национальный музей изящных искусств
- Парк Пасею-Публику